# 御園駅 (滋賀県)
御園駅（みそのえき）は、滋賀県八日市市（現：東近江市）札の辻二丁目にあった近江鉄道八日市線の駅（廃駅）である。

## 概要
八日市線を建設した湖南鉄道は、1924年（大正13年）に新八日市駅から先に沖野が原を経由して神崎郡山上村（現：東近江市山上町）まで7.02マイル（約11.2 km）の免許を取得した。経営権が変転して八日市鉄道となったあと、沖野が原までの1.57マイル（約2.5 km）が1930年（昭和5年）に開業し、沖野が原に設置されたのが当駅である。隣接する陸軍八日市飛行場から名前を取って飛行場駅と命名された。山上村までの区間は建設に至らず、1935年（昭和10年）に免許が失効している。
開業後はバス連絡による永源寺方面への行楽客に加え、飛行場の物資や兵員の輸送に大きな役割を果たした。なお、戦争中は防諜の観点から御園駅に改称された。当駅は太平洋戦争の終戦後、飛行場が閉鎖されたことで需要を失い、1948年（昭和23年）に新八日市駅 - 当駅間を結ぶ路線の運行を休止した。1964年（昭和39年）に前述した休止区間のすべてが正式に廃止され、当駅は廃駅となった。

## 歴史
- 1930年（昭和5年）10月1日：八日市鉄道飛行場駅として開業。
- 1940年（昭和15年）11月1日：御園駅に改称[2]。
- 1944年（昭和19年）3月1日：合併により、近江鉄道の駅となる。
- 1948年（昭和23年）8月1日：新八日市駅と当駅の間の運転を休止。
- 1964年（昭和39年）9月25日：新八日市駅と当駅の間が正式に廃止され、廃駅となる。

## 駅周辺
南へ少し離れた所を国道421号（八風街道）が通り、開業時の駅名の由来となった陸軍飛行場に関連する石碑がある。南へ抜けると冲原神社に至る。北側は田畑が広がっており、河川公園や遺跡がある。この付近には幼児園もある。北へ抜けると河桁御河邊神社や愛知川に至る。
- 野村河川公園
- 金貝遺跡[3]
- 東近江市立わかば幼児園
- タキロンシーアイシビル八日市工場 - タキロンシーアイの関連会社。
- 村田製作所八日市事業所[4]
- 大昭和紙工産業八日市工場
- 東近江市立玉園中学校
- 飛行第三聯隊正門跡
- 陸軍飛行第三連隊跡碑
- 冲原神社[5] - 旧陸軍八日市飛行場正門の門柱が保存されている[6]。
- 国道421号（八風街道）
- 滋賀県道328号五個荘八日市線
- 沖野通り - 国道421号（八風街道）と滋賀県道170号高木八日市線を結ぶ道路の愛称。
- 近江鉄道バス「レイメイクリニック前（札の辻）」停留所[注釈 1][7] - 国道421号（八風街道）沿い。

## 現状
旧線跡を利用した歩行者・自転車道が途切れたさらに先、東近江市札の辻二丁目の道路や住宅地が駅跡である。なお、改称後の駅名は神崎郡御園村が由来だが、字名の御園（現：東近江市御園町）は駅跡から国道421号（八風街道）を山上方面へ約3.5 km進んだ所にある地区の名称であり、同地区に隣接する御園交差点で南北を貫く国道307号（近江グリーンロード）と交差する。近江鉄道バスの路線（御園線）はそこから更に東へ延び、旧神崎郡永源寺町域へ入り、東近江市山上町を経て東近江市永源寺相谷町の永源寺車庫へ至る。

## 隣の駅
近江鉄道
八日市線
川合寺駅 - 御園駅